# Microlobia
Microlobia is een geslacht van rechtvleugeligen uit de familie Euschmidtiidae. De wetenschappelijke naam van dit geslacht is voor het eerst geldig gepubliceerd in 1964 door Descamps.

## Soorten
Het geslacht Microlobia omvat de volgende soorten:
- Microlobia falcicerca Descamps, 1964
- Microlobia sanctaemariae Descamps, 1964